# HELLO KITTY SMILE
HELLO KITTY SMILE（ハローキティースマイル）は、兵庫県淡路市野島蟇浦にあるパソナが経営する複合施設。
「淡路島の美しい風景を眺めながら、贅沢なひとときをすごせる」ということをアピールポイントとし、2018年4月に開業。
サンリオとのコラボ商品なども多数販売している。

## 館内施設
- GARDENテラス
- イベントエリアアトリエスマイル
- スマイルショップ
- レストラン玉手箱
- スマイルブティックshop
- 日本の夕日100選サンセットビュー

ほか、プロジェクションマッピングなどを使用した8つのエリアで構成される「乙姫竜宮城」などがある。

## 営業情報
- 営業時間
  - 平日 11:00 - 19:00（最終入場 18:00）
  - 土日祝 10:00 - 19:00（最終入場 18:00）

- 定休日：火曜日

- 入場料
  - 大人（13歳以上）：1,500円（税込）
  - 子供（4歳 - 12歳）：500円（税込）
  - 3歳以下：無料

- 駐車場
  - 第1駐車場 - 第4駐車場 約80台（無料）

## アクセス
- 神戸淡路鳴門自動車道 淡路ICから車で9分
- あわ神あわ姫バス　中村バス停から徒歩2分

## 外部サイト
- HELLO KITTY SMILE - 公式サイト
- HELLO KITTY SMILE/ハローキティスマイル【公式】 - Twitter
- 【公式】HELLO KITTY SMILE - Instagram